# Alessandro Falconieri
Pour les articles homonymes, voir Falconieri.
Alessandro Falconieri, né le 8 février 1657 à Rome et mort le 26 janvier 1734 à Rome, est un cardinal italien des XVIIe et XVIIIe siècles. Il est un grand-neveu du cardinal Lelio Falconieri (1643) et un parent du cardinal Chiarissimo Falconieri Mellini (1838).

## Biographie
Alessandro Falconieri exerce diverses fonctions au sein de la Curie romaine, notamment auprès de la Rote romaine et comme gouverneur de Rome et vice-camerlingue de la Sainte Église.
Le pape Benoît XIII le crée cardinal lors du consistoire du 11 septembre 1724. Il participe au conclave de 1730 (élection de Clément XII).

### Sources
- Fiche du cardinal Alessandro Falconieri sur le site fiu.edu